# Дзюнківський район
Дзюнківський райо́н — колишній район Бердичівської округи.

## Історія
Утворений 7 березня 1923 з центром у с. Дзюньків в складі Бердичівської округи Київської губернії з Дзюнківської і Бабинецької волостей.
27 березня 1925 приєднані Довголівська і Збаржівська сільради Тетіївського району Білоцерківської округи.
17 червня 1925 район розформований, з віднесенням території:
- Дзюнківської, Наказнянської, Павлівської, Разкопанської, Долотецької, Обозівської з с. Княжою, Довгалівської і Збаражівської сільрад до складу Плисківського району;
- Бабинецької, Борщагівської, Новофастівської, Половецької, Скибинецької, Кур'янської і Сарижинецької сільрад до складу Погребищенського району;
- Калинської і Мовчанівської сільрад до складу Сквирського району Білоцерківської округи;
- Капустинської, Мармулівської і Чипижинецької сільрад до складу Володарського району Білоцерківської округи.